# Harald Dietl
Harald Dietl (* 18. April 1933 in Altenburg; † 11. April 2022) war ein deutscher Theater- und Filmschauspieler sowie Synchronsprecher.

## Leben und Wirken
Harald Dietl wuchs in Augsburg und Pforzheim als Sohn eines Papierfabrikanten auf. Dietl absolvierte zunächst eine Schriftsetzerlehre. Danach arbeitete er als Journalist. Reportagen führten ihn mehrmals nach Burma, China (u. a. während der Kulturrevolution) und die Sowjetunion (Sibirien, alte Seidenstraße), aber auch in die Mongolische Volksrepublik, nach Kuba, Albanien und Vietnam.
Nach der Schauspielausbildung erhielt er Bühnenengagements u. a. in München, Wien (Burgtheater), Stuttgart, Burgfestspiele Jagsthausen, Basel, und Berlin.
Vier Mädels aus der Wachau war der zweite Film, in dem er mitspielte. Besonders populär wurde er durch seine Dauerrolle als Kommissar Feldmann in der Krimiserie Die Männer vom K3.
Zudem arbeitete Dietl umfangreich als Synchronsprecher und lieh seine Stimme bekannten Schauspiel-Kollegen wie Richard Griffiths (als Onkel Vernon in den Harry-Potter-Filmen), Roger Moore (Jenseits des Ruwenzori und Madonna mit den zwei Gesichtern), John Rhys-Davies (Der unheimliche Hulk vor Gericht) und Patrick Stewart (Excalibur). Vielen dürfte er außerdem als der deutsche Vorspann-Sprecher der Science-Fiction-Serie Raumschiff Enterprise: Das nächste Jahrhundert bekannt sein. Dietl, der auch schriftstellerisch tätig war, erhielt 1989 den Bayerischen Poetentaler. Auch lieh er der Ratte Django im Animationsfilm Ratatouille seine Stimme.
Er starb im April 2022 eine Woche vor seinem 89. Geburtstag.

## Filmografie (Auswahl)
- 1957: Die Frühreifen
- 1957: Vier Mädels aus der Wachau
- 1957: Die große Chance
- 1959: Johanna aus Lothringen
- 1960: Hohe Tannen (Köhlerliesel)
- 1960: … und keiner schämte sich
- 1962: Dicke Luft
- 1963: Der schlechte Soldat Smith
- 1964: Abenteuerliche Geschichten: Die Schachpartie
- 1966: In Frankfurt sind die Nächte heiß
- 1966: Um null Uhr schnappt die Falle zu
- 1967: Aktien und Lorbeer (Fernsehfilm)
- 1967: Bratkartoffeln inbegriffen
- 1968: Van de Velde: Die vollkommene Ehe
- 1968: Sommersprossen
- 1968: Hannibal Brooks
- 1968: Die seltsamen Methoden des Franz Josef Wanninger: Einbruch 685 (TV-Krimiserie)
- 1969: Der Fall Liebknecht-Luxemburg (TV-Zweiteiler)
- 1969: Klassenkeile
- 1969: Ehepaar sucht gleichgesinntes
- 1970: The Last Escape
- 1970: Frau Wirtin treibt es jetzt noch toller
- 1972: Eine Tote soll ermordet werden
- 1972: Die merkwürdige Lebensgeschichte des Friedrich Freiherrn von der Trenck
- 1973: Steig ein und stirb
- 1973: Okay S.I.R. – Eine zündende Idee (TV-Krimiserie)
- 1979: Die Magermilchbande (Fernsehserie)
- 1979: Die Protokolle des Herrn M.: Auf frischer Spur (TV-Krimiserie)
- 1979: Die wunderbaren Jahre
- 1980: Achtung Zoll! (Fernsehreihe)
- 1981: Das Ende vom Anfang
- 1983: Ein Fall für Zwei – Strich durch die Rechnung (TV-Krimiserie)
- 1983: Die Supernasen
- 1984: Die Wannseekonferenz
- 1985: Die Krimistunde (Fernsehserie, Folge 18, Episode: „Der Mann in der Nachbarzelle“)
- 1986: Die Krimistunde (Fernsehserie, Folge 20, Episode: „Flitterwochen Erster Klasse“)
- 1988–2003: Die Männer vom K3 (TV-Krimiserie, 38 Folgen)
- 1988: Der Fahnder – Kalte Fracht
- 1989: Fabrik der Offiziere
- 1989: Meister Eder und sein Pumuckl (Fernsehserie, 2 Folgen)
- 1991: Ein Heim für Tiere – Schiran, der Pfau (Fernsehserie)
- 1997: Der Komödienstadel: Bonifaz der Orgelstifter
- 2003: Der Komödienstadel: Das Attenhamer Christkindl
- 2005: Der Komödienstadel: Hopfazupfa
- 2008: Chiemgauer Volkstheater: Der bezahlte Urlaub
- 2009: Tatort: Gesang der toten Dinge

## Synchronrollen (Auswahl)
Richard Griffiths
- 2001: als Onkel Vernon Dursley in Harry Potter und der Stein der Weisen
- 2002: als Onkel Vernon Dursley in Harry Potter und die Kammer des Schreckens
- 2004: als Onkel Vernon Dursley in Harry Potter und der Gefangene von Askaban
- 2007: als Onkel Vernon Dursley in Harry Potter und der Orden des Phönix
- 2010: als Onkel Vernon Dursley in Harry Potter und die Heiligtümer des Todes – Teil 1

Roger Moore
- 1959: als Capt. Michael Stuart in Die Madonna mit den zwei Gesichtern
- 1961: als Paul Wilton in Jenseits des Ruwenzori

Michael Greene
- 1991: als Ray Stone in Zurück in die Vergangenheit
- 1992: als Ian McClintock in In geheimer Mission

### Filme
- 1994: Dion Anderson als General Derrick in Operation Blue Sky
- 1997: R. Lee Ermey als Sheriff Buck Olmstead in Switchback – Gnadenlose Flucht
- 2007: Brian Dennehy als Django in Ratatouille

### Serien
- 1981: als Grabo in Captain Future
- 1981: als Immortality in Captain Future
- 1981: als Roku in Captain Future

## Hörspiele
- 1991: Michael Koser: Westfront (Der letzte Detektiv: Folge 22) (Major) – Regie: Werner Klein (Kriminalhörspiel – BR)
- 1993: Rodney David Wingfield: Das unheimliche Dorf – Regie: Marina Dietz (Hörspiel – BR)
- 1993: Tom Blaffert: Cosa nostra – Wer ist der Täter? (Gaius Lupus) – Regie: Erwin Weigel (BR)
- 2011–2019: Die drei ???: (4 Folgen) – Regie: Heikedine Körting (Europa)

## Bücher (Auswahl)
- Von Reisen und Menschen. Erzählungen, Verlag Bibliothek der Provinz, Weitra 2009, ISBN 978-3-85252-678-2.
- Việt Nam, mon amour. Bericht zweier Reisen, Bibliothek der Provinz, Weitra 2012, ISBN 978-3-99028-073-7.
- Cuba. Eine Insel, ein Land, ein Staat zwischen vorgestern und übermorgen, Bibliothek der Provinz, Weitra 2015, ISBN 978-3-99028-306-6.